# Cycas megacarpa
Cycas megacarpa é uma espécie de cicadófita do género Cycas da família Cycadaceae, nativa do centro de Queensland, Austrália. Segundo dados de 2010, a população tende a descrescer.